# Nasonovia brachycyclica
Nasonovia brachycyclica är en insektsart. Nasonovia brachycyclica ingår i släktet Nasonovia och familjen långrörsbladlöss. Inga underarter finns listade i Catalogue of Life.